# Secondo Lancellotti
Secondo Lancellotti (1585-1643) fue un religioso y escritor italiano, autor de tratados de historia en los que se comentan errores de las fuentes antiguas.

## Biografía
Secondo nació en Perusa, de una buena familia de esta villa, y en 1594 entró en la Congregación del Monte Oliveto (Olivetanos, Orden principiada por Bernardo Tolomei), donde descolló por sus capacidades, y provisto de una abadía y beneficiándose de la comodidad de viajar a poca costa, cumplimentó las principales ciudades de Italia y logró por su erudición ser aceptado como individuo en varias sociedades y academias científicas.
Durante el tiempo que pasó en Roma, Secondo contrajo aprecio por Gabriel Naudé, quien le convenció de que si le acompañaba a París, se percataría de que encontraría un protector en el cardenal Mazarino, por lo que decidió iniciar este viaje para que el cardenal se hiciera cargo de la impresión de una gran obra en la cual estaba trabajando en aquel momento.
Poco después de haber arribado a la capital francesa, enfermó y falleció a consecuencia de un flujo de sangre el 13 de enero de 1643, y se dice que en toda su vida no utilizó más que una pluma, y Pierre Bayle amplia que habían mencionado que un hombre muy rico deseaba adquirir la pluma a peso de oro, pero que no le fue posible hallarla.
A lo largo de su vida pudo ver impresas las siguientes obras: una historia de los Olivetanos secundado en su elaboración por su hermano Ottavio Lancellotti, profeso en el mismo convento y era profesor de elocuencia, editor de varios trabajos de su hermano, con varios hechos muy llamativos en la obra y anécdotas literarias; el hábito blanco de algunos religiosos; su viaje por Italia con notas muy atrayentes; el tiempo presente en la que afirma que los hombres no han sido ni superiores ni más malos, con un éxito asombroso; las imposturas de la historia antigua traducida al francés por el Abad Oliva, obra muy entendida, y otras obras impresas y manuscritas, una en particular que llevaba trajinando  mucho tiempo con una constancia incansable, que provocó su muerte, que debía de componerse de 22 tomos en folio, y Memorias muy sugerentes-
La lista de los manuscritos de Secondo se ubica a continuación de su Elogio en los «Illustrium vivorum vitae», y Secondo tenía otro hermano, Agustín Lancelotti, de la misma Orden religiosa que él, catedrático de teología  en Rimini, Brescia y Roma, donde algunos cardenales honraron sus lecciones personalmente, con motivo de la gran nombradía que había alcanzado por sus vastos conocimientos, y logró en 1620 abadía de la Trebbia e imprimió en 1639 varias obras en Roma.

## Obras
- Historiae Olivatanae libri II, Venise, 1625, in-4º.
- Chi l'Indovina e savio, Venetia, 1625.
- Merucrius Olivetanus..., 1628, 2 vols., in-12º.
- L'Hogggidi..., 1632.
- Farfalloni degli antichi storici, 1636, in-8º
- Il Vestir di bianco, 1637.
- Les impostures de l'histoire ancienne et profane, París,1770, 2 vols.
- Istoria olivetana dei suoi tempi, Centro storico olivetano, 1989.
- Otras